# 문형욱

문형욱(1995년 10월 19일 ~ )은 2019년 n번방 사건의 N번방을 만든 성범죄자이다. 검찰은 문형욱을 12개의 혐의로 구속 기소했다. 문형욱의 변호인은 현재 공범의 진술을 제외한 모든 혐의를 인정한 것으로 알려졌다. 또, 2015년부터 비슷한 범죄를 행하였고 이 범죄의 피해자가 50명 정도라고 경찰에 진술했다.

## 상세
문형욱은 '코태', '반지'라는 닉네임을 가진 텔레그램 유저들과 함께 n번방을 운영했으며, 범행 자체는 2015년부터 시작했다. 결국, 경찰에 체포 되었으며 경북 지방 경찰청의 신상공개 여부 결정에 따라 신상이 공개되었다.
문형욱은 자신이 잡히지 않을 것을 확신하고 경찰 조사에 응했지만 공범과 통화를 하는데 이용했던 휴대전화가 경찰에 있는 것을 보고 순순히 자백했다고 한다. 이 과정에서 2018년 12월에 발생한 대구 여성 성폭행 사건도 자신이 지시한 것이라 자백했다.
한경대학교 측에서는 징계위원회를 열어 2020년 6월 5일 퇴학 처분하기로 의결하였다. 학칙에 따라 재입학은 불가능하다.
2020년 10월 12일 검찰은 문형욱에게 무기징역을 구형했다.
2021년 4월 8일 대구지방법원 1심 재판에서 34년형을 선고받았다. 하지만 문형욱은 4월 9일에 1심 판결에 불복해 항소했다. 그리고 이후 4월 12일에 검찰 또한 항소했다.
2021년 8월 19일 대구고등법원 2심 재판에서 항소를 기각해 34년형을 유지하였다.
2021년 11월 11일 대법원에서 상고를 기각해 징역 34년형을 확정하였다.

## 같이 보기
- N번방
- 조주빈